# Tordai Sámuel
Tordai Sámuel (Szilágynagyfalu, 1731. augusztus 12. – Kolozsvár, 1801. július 12.) református lelkész, műfordító.

## Életpályája
Kolozsvárott, majd a berni és utrechti egyetemen tanult. Hazatérve, 1762-ben kendilónai lelkész és a dézsi egyházmegye jegyzője lett. 1779 tavaszán a kolozsvári egyház választotta papjává, 1795-ben pedig a kolozs-kalotai egyházmegye esperessé emelte.

## Művei
- Éneklésnek és szabadulásnak szava, az igazaknak sátoraiban, az Úr jobb-kezének fel-magasztaltatásáról és hatalmas cselekedetéről … Kolozsvár, 1768. (Gróf Teleki Ádámnak egy pernyerése alkalmára tartott prédikáció).
- Igazságnak utaiban találtatott vénségnek, igen szép, ékes koronája, néhai gróf Vajai Vaji Kata asszony végső tisztességére. Kolozsvár, 1769. (Bodoki József gyászbeszédével, Urnak törvényében c.).
- A világnak embereitől megszabadíttatott és már az Isten ortzájának szemléletében gyönyörködő gróf Széki Teleki Ádám … végső tisztességén Kendi Lónán 1770. Szent-Iván hava, 10. Kolozsvár
- Halotti tanitás … néhai gróf Széki Teleki Ádám … tetemei felett. Kolozsvár, 1775. (Mások beszédeivel).
- Ujj esztendői szent tanitás … 1780. jan. 1. Kolozsvár, 1780.
- Halotti tanitás, mellyet … vargyasi Daniel Mihály … élete párjának Ketzeli Borbára … eltemettetésekor elmondott a borsai ref. templomban. Kolozsvár, 1783.
- Halotti tanitás, melly által Radnot-fai Nagy Sigmond … Kolosvár városa király birájának … végső tisztességét megadta 1786. Szt.-János havának 18. Kolozsvár, 1787. (Házassági szokott szeretetnek … főczímmel, Szathmári Pap Mihály beszédével).
- Ama minden igazhivők atyjának az Abrahamnak; igaz hitű és tiszta életű élete feleségének, a Sárának igaz hitbeli buzgó leánya s példáját követett ki-mettszett béjege … Sáros-pataki Pataki Sára … B. Intze Mihály … ref. esperese élete párja … végső tisztességtételét megadta. 1794. Kisasszony hava 24. Kolozsvár (A tiszta házassági szeretetnek bizonysági … főcímmel és Szathmári Pap Mihály gyászbeszédével).
- Kéziratban van egy Chronicon Hungarorum cz. munkája (a Cornides-féle kézirat-gyüjteményben).
- Gyászverseket írt ifj. Verestói György, Sófalvi József és Incze Mihályné Pataki Sára halálára.

## Fordításai
- A megtérés halogatásának veszedelmes voltáról való elmélkedések … Kolozsvár, 1767. (Saurin prédikációi németből ford.).
- Gellert, Chr., A svétziai grófné G**-né asszony élete. Ford. németből. Kolozsvár, 1772. (Névtelenül. Figyelemre méltó előszóval).
- Bunián János, Keresztyén utazás a boldog örökkévalóságra … németből ford. Kolozsvár, 1777–78. Két kötet. (Szigeti Sámuellel).
- Rambach János Jakab, Elmélkedések a nyoltz boldogságokról … Németből magyarra ford. Kolozsvár, 1778.
- Beaumont Mária, Kisdedek tudománynyal teljes tárháza. Ford. Kolozsvár, 1781. Négy darab két kötetben. (Derzsi Jánossal).